# Asigurare de călătorie

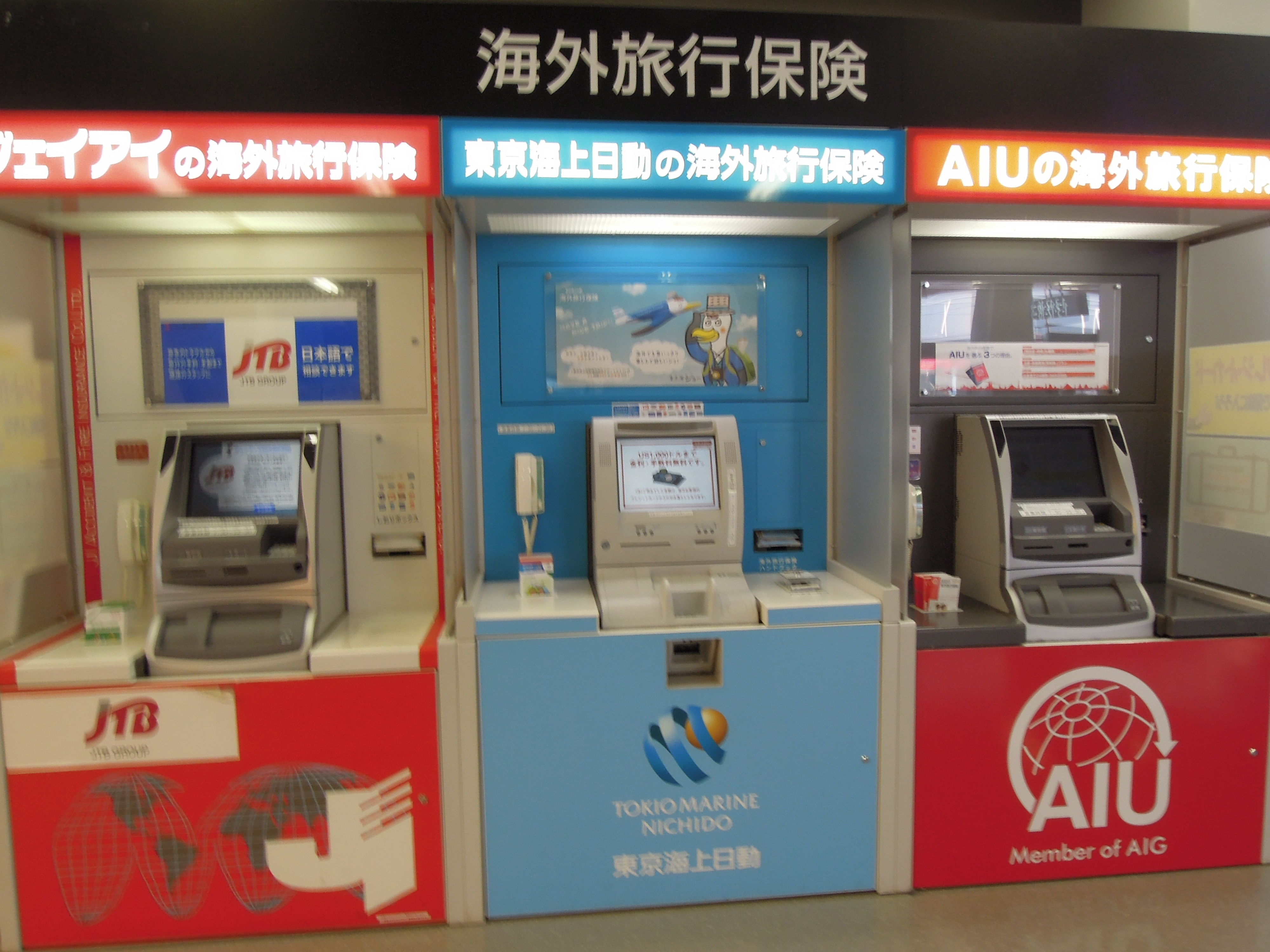
Automatele de asigurare de călătorie într-un aeroport japonez

Asigurarea de călătorie este un produs de asigurare menit să acopere pierderile neașteptate survenite în timpul unei călătorii, fie internațională, fie în interiorul aceleiași țări. Polițele de bază acoperă, de obicei, doar cheltuielile medicale de urgență în străinătate, în timp ce polițele mai complexe pot include acoperire pentru anularea călătoriei, pierderea bagajelor, întârzieri ale zborurilor, răspundere civilă și alte cheltuieli asociate.
Conform Asociației Americane de Asigurări de Călătorie (USTIA), piața americană a acestui tip de asigurare a fost evaluată la peste 4 miliarde USD în 2022, acoperind aproximativ 77 de milioane de persoane prin circa 49 de milioane de polițe. În 2024, călătorii din SUA au cheltuit 5,56 miliarde USD pentru asigurări de călătorie, iar 86,97 milioane de persoane au fost acoperite prin 54,87 milioane de polițe emise de membrii USTIA.

## Poliță de asigurare
Asigurările de călătorie sunt evaluate în funcție de risc, iar calculul primei ia în considerare mai mulți factori: destinația, durata călătoriei, vârsta călătorilor și eventuale beneficii opționale (ex. afecțiuni preexistente, sporturi extreme, croaziere, echipamente electronice valoroase). Unele polițe țin cont și de valoarea estimată a călătoriei. Polițele pot fi pentru o singură călătorie, sau multi-călătorie, valabile pentru mai multe deplasări într-un an, fiecare cu durată limitată. Unele carduri de credit includ automat asigurare de călătorie pentru cheltuieli achitate cu acel card.
Majoritatea polițelor trebuie achiziționate înainte de plecarea de acasă sau din punctul de plecare (ex. aeroport). Există însă oferte care permit achiziționarea asigurării din străinătate. De regulă, călătoria trebuie să înceapă și să se încheie în țara de reședință, deși unele polițe acoperă și relocarea permanentă.

### Asigurarea de călătorie obligatorie
Anumite țări solicită ca vizitatorii străini să prezinte dovada unei asigurări de călătorie adecvate ca condiție pentru acordarea vizei sau pentru intrarea fără viză. Aceasta se aplică solicitanților de viză pentru Spațiul Schengen sau Emiratele Arabe Unite, precum și tuturor vizitatorilor în Cuba, Turcia, Belarus, Thailanda și Egipt. Uneori, operatorii de turism și companiile de croazieră pot impune deținerea unei asigurări minime înainte ca pasagerii să poată începe călătoria.

## Beneficii

### Medical
Acoperă consultații, medicamente, ambulanță și tratamente dentare minore. În caz de spitalizare, se oferă asistență de urgență, coordonare medicală și, dacă este necesar, repatriere sau evacuare medicală. Unele polițe includ și acoperire pentru un însoțitor în caz de spitalizare. În caz de deces, se asigură repatrierea rămășițelor sau înmormântarea în străinătate.

### Anulare
Polițele complexe acoperă taxele de anulare și pierderea avansurilor în cazul unor evenimente neprevăzute (ex. boală, dezastre naturale, greve, urgențe familiale, chemare în instanță sau concediere). Acoperirea poate include și anularea cauzată de interdicții de călătorie emise de guvern.

### Întârzieri și cheltuieli alternative
Asigurarea poate acoperi cheltuieli suplimentare pentru transport, cazare sau mese în caz de întârziere, precum și achiziția de bunuri esențiale dacă bagajul este întârziat. Aceasta oferă și despăgubiri pentru pierderea, deteriorarea sau furtul obiectelor personale, inclusiv pașaportul sau banii lichizi (în limite stabilite). Printre beneficii se numără și răspunderea legală în caz de vătămare corporală sau pagube materiale cauzate altor persoane.

### Beneficii opționale
Printre beneficiile suplimentare contra cost se pot include: afecțiuni medicale preexistente (ex. astm, diabet), sporturi riscante (ex. schi, scufundări), daune produse autoturismelor închiriate, croaziere sau alte activități speciale.

## Excluderi
Companiile de asigurări care emit polițe de călătorie exclud adesea acoperirea pentru evenimente deja cunoscute sau în desfășurare, în cazul noilor polițe, și pot anunța excluderi pe termen lung pentru evenimente specifice, cum ar fi activitatea vulcanică a unui vulcan activ. Fiind un produs bazat pe evaluarea riscurilor, multe polițe exclud evenimente cu impact extins și greu de cuantificat, precum pandemiile și epidemiile, actele de război sau terorismul.
Printre excluderile frecvente de la despăgubire se numără:
- Afecțiuni medicale preexistente nedeclarate,
- Conducerea fără permis,
- Călătoria în scopul tratamentului medical,
- Intervenții chirurgicale sau tratamente elective,
- Vătămări sau boli cauzate de comportamente imprudente (ex. conducere neglijentă, consum de alcool sau droguri recreaționale)
- Lăsarea bunurilor nesupravegheate,
- Participarea la sporturi sau activități cu risc ridicat (ex. scufundări, sporturi extreme),
- Călătoria contrar recomandărilor oficiale ale autorităților (precum Ministerul Afacerilor Externe).